# Bolbelasmus minutus
Bolbelasmus minutus är en skalbaggsart som beskrevs av Li och Masumoto 2008. Bolbelasmus minutus ingår i släktet Bolbelasmus och familjen Bolboceratidae. Inga underarter finns listade.